# Rosir Calderón
Rosir Calderón est une joueuse cubaine de volley-ball née le 28 décembre 1984 à La Havane (Cuba). Elle mesure 1,91 m et joue au poste d'attaquante. Elle totalise 6 sélections en équipe de Cuba.

## Clubs
| Club                    | De        | À         |
| ----------------------- | --------- | --------- |
| Ciudad Habana           |           | 2004-2005 |
| NTMK Ouralotchka        | 2005-2006 | 2005-2006 |
| Ciudad Habana           | 2006-2007 | 2010-2011 |
| Galatasaray İstanbul    | 2011-2012 | 2012-2013 |
| Dinamo Krasnodar        | 2013-2014 | 2014-2015 |
| Eczacıbaşı İstanbul     | 2015-2016 | 2015-2016 |
| Ageo Medics             | 2016-2017 | 2016-2017 |
| Racing Club de Cannes   | mars 2017 | mai 2017  |
| VBC Voléro Zurich       | 2017-2018 | 2017-2018 |
| Volero Le Cannet        | 2018-2019 | 2018-2019 |
| Bandung Bank BJB Pakuan | jan 2020  | …         |

## Palmarès

### Équipe nationale
- Jeux olympiques
  -  2004 à Athènes
- Grand Prix Mondial
  - Finaliste : 2008.
- Championnat d'Amérique du Nord (1)
  - Vainqueur : 2007.
- Coupe panaméricaine
  - Vainqueur : 2007.
- Jeux d'Amérique centrale et des Caraïbes
  - Finaliste: 2006.
- Jeux Panaméricains
  - Vainqueur : 2007.

### Clubs
- Coupe de la CEV
  - Vainqueur : 2015.
  - Finaliste :2012.
- Coupe de Turquie
  - Finaliste :2012.
- Supercoupe de Turquie
  - Finaliste: 2012.
- Coupe de Russie
  - Vainqueur : 2014.
- Championnat du monde des clubs
  - Finaliste : 2015.
- Supercoupe de Suisse
  - Vainqueur : 2017.
- Coupe de Suisse
  - Vainqueur : 2018.
- Championnat de Suisse
  - Vainqueur : 2018.

### Distinctions individuelles
- Grand Prix Mondial de volley-ball 2005: Meilleure attaquante.
- Championnat du monde de volley-ball féminin 2006: Meilleure attaquante.
- Jeux olympiques d'été de 2008: Meilleure attaquante.
- Ligue des champions de volley-ball féminin 2012-2013: Meilleure attaquante.